# Alchemilla kolaensis
Alchemilla kolaensis es una especie de planta del género Alchemilla, perteneciente a la familia Rosaceae.

## Taxonomía
Alchemilla kolaensis fue descrita por Serguéi Yuzepchuk en 1959.

## Distribución
Se encuentra en el territorio norte de la parte europea de Rusia.